# Per Olov Enquist
Per Olov Enquist (Hjoggböle, 23 september 1934 - Vaxholm, 25 april 2020) was een Zweeds schrijver. Hij is bekend wegens zijn historische romans; met name Het bezoek van de lijfarts (1999) waarmee hij internationale erkenning kreeg.
Enquist studeerde geschiedenis van de literatuur aan de Universiteit van Uppsala en werkte als literatuurcriticus bij Svenska Dagbladet en Expressen. Door zijn werk werd hij een invloedrijk figuur in de wereld van de Zweedse literatuur. Hij was in 1973 gasthoogleraar aan de universiteit van Californië. Sinds 1977 wijdde hij zich geheel aan zijn schrijverschap.
In 2000 ontving hij de Zweedse koninklijke onderscheiding Litteris et Artibus.